# Murieta
Murieta è un comune spagnolo di 273 abitanti situato nella comunità autonoma della Navarra.